# Martin Horáček
Martin Horáček (* 29. března 1977 Olomouc) je historik a teoretik architektury a památkové péče. Odborně se zabývá architekturou 18. až 21. století, památkovou péčí, historiografií a teorií umění a problematikou interpretace umění veřejnosti.

## Vzdělání
Studium teorie a dějin výtvarného umění na Filozofické fakultě Univerzity Palackého v Olomouci (2001 Mgr. a PhDr., 2005 Ph.D.; diplomní a rigorózní práce Sloh řádu a svobody: Poznámky k dějinám a teorii novorenesanční architektury v českých zemích; 2005 Ph.D., disertační práce Neorenesance: Úvahy o syntéze )
V roce 2014 habilitace v oboru Architektura na Fakultě architektury Vysokého učení technického v Brně.

## Zaměstnání
- 2004–2019 přednášející na Katedře výtvarné výchovy Pedagogické fakulty Univerzity Palackého v Olomouci.
- 2005–2016 přednášející na Vysokém učení technickém v Brně, Ústavu architektury Fakulty stavební.
- 2004–2005 externí pedagog na Institutu restaurování a konzervačních technik v Litomyšli (přednášky Umění 19. století)
- 2006 externí pedagog na Institutu pro umělecká studia Ostravské univerzity (přednášky Soudobá architektura)
- Od roku 2016 přednáší na Fakultě architektury VUT v Brně.
- Od 2019 Katedra dějin umění Filozofické fakulty UP v Olomouci, garant navazujícího magisterského studijního programu Teorie a dějiny výtvarných umění a Teorie a dějiny výtvarných umění se specializací památková péče; přednášky o architektuře a umění 19.–21. století, teorii architektury a památkové péči; od 2021 garant doktorského studijního programu Dějiny umění, památková péče a technologie pro materiálové průzkumy

## Členství v odborných výborech, radách, poradních orgánech, spolcích
- Komise Ministerstva kultury pro hodnocení návrhů na prohlášení nemovitých věcí za kulturní památku a žádostí na zrušení prohlášení nemovitých věcí za kulturní památku
- Od 2016 Český národní komitét ICOMOS (Mezinárodní rada památek a sídel), od roku 2021 člen exekutivního výboru, od roku 2023 vicepresident, od února 2024 president.[1]
- Člen mezinárodních odborných komitétů ICOMOS (International Committee on Historic Towns and Villages – CIVVIH; International Committee on Theory and Philosophy of Conservation and Restoration – TheoPhilos; Twentieth Century Heritage International Scientific Committee – ISC20C; Sustainable Development Goals Working Group a European Quality Principles Working Group)
- Spoluzakladatel spolku Za krásnou Olomouc a české pobočky INTBAU (International Network for Traditional Building, Architecture and Urbanism) – 2016.
- Od 2020 za ICOMOS hodnotitel nominací statků Světového dědictví UNESCO: 2020 Lublaň (desk review), 2021 Historické město Gorochovec (Rusko, technická mise)
- Od 2021 European Heritage Label Panel Member (Panel pro Evropské dědictví, jako člen nominovaný Evropským parlamentem)

### Redakční či vědecké rady časopisů
- Odborný časopis Zprávy památkové péče
- Časopis Kultura, umění a výchova
- Od 2020 člen vědeckých rad odborného časopisu Journal of Traditional Building, Architecture and Urbanism (Madrid) a odborného časopisu Protection of Cultural Heritage (ICOMOS Polska, Lublin)

## Publikační činnost

### Knihy
- Přesná renesance v české architektuře 19. století: Dobová diskuse o slohu, 2012
- Za krásnější svět. Tradicionalismus v architektuře 20. a 21. století. 1. vyd. Brno: Barrister & Principal; VUT v Brně, 2013. 447 s. ISBN 978-80-214-4586-4
- Úvod do památkové péče, 2015

### Překlady
- Nikos A. Salingaros, Sjednocená teorie architektury: Forma, jazyk, komplexita, 2017

### Výběr článků
- Poznámky k historikům umění a jejich hodnocení architektury, in: Bulletin Uměleckohistorické společnosti, 23, 2011, č. 2, s. 10-12. (online PDF: dejinyumeni.cz) (verif. 20250630)
- Museum of Art versus the City as a Work of Art: A Case of the New Acropolis Museum in Athens. ArchNet IJAR: International Journal of Architectural Research, sv. VIII, č. 2, July 2014, s. 47–61. ISSN 1994-6961
- Duchovní organismus prostoupený uměním: Rudolf Eitelberger a stavba měst podle uměleckých zásad. Zprávy památkové péče 78, 2018, č. 2, s. 124–129. ISSN 1210-5538
- Světové dědictví UNESCO – mezi výjimečností a reprezentativností. Zprávy památkové péče 82, 2022, č. 2, s. 149–162. ISSN 1210-5538
- Předmluva k českému vydání, in: CURL, J. S. Budování Dystopie: Podivný triumf architektonického barbarství. Brno: Books & Pipes, 2022, s. i-x. ISBN 978-80-7485-269-5

### Přednášky
- Zentralinstitut für Kunstgeschichte, Mnichov, 2003 a 2005
- International Network for Traditional Building, Architecture and Urbanism, Londýn, 2008 a 2018
- Courtauld Institute of Art, Londýn, 2012
- Gesselschaft Historischer Neumarkt, Dresden, 2013
- Cracow University of Technology, Krakov, 2014
- Univerzita Mateja Bela, Banská Bystrica, 2014
- Universidade Nova, Lisbon, 2014
- University of Notre Dame, USA, 2014 a 2016
- Technische Hochschule Wismar, 2015
- United Arab Emirates University, Al Ain, 2015
- University of Pécs, 2016
- Libera Accademia di Belle Arti, Brescia, 2017
- University of Architecture, Civil Engineering and Geodesy, Sofia, 2017
- XIXth ICOMOS General Assembly and Scientific Symposium, New Delhi, 2017
- Tallinn University of Applied Sciences, 2018
- Carré dʹArt, Nîmes, 2018
- University of Hong Kong, 2018
- Tongji University, Shanghai, 2018
- Guangxi Arts University, Nanning, 2018 a 2019
- Yildiz Technical University, Istanbul, 2019
- Univerzita Konštantína Filozofa, Nitra, 2019
- Tunisian Academy of Sciences, Letters, and Arts, Tunis, 2019
- Universidade do Porto, 2022
- Slovenská technická univerzita v Bratislavě, 2022
- Muzeum zamkowe, Malbork, 2022
- Silpakorn University, Bangkok, 2022
- University of Niš, Srbsko, 2023